# Општина Мартинешти (Хунедоара)
Мартинешти (рум. Mărtineşti) општина је у Румунији у округу Хунедоара.
Oпштина се налази на надморској висини од 255 m.